# Coopmans' elenia
Coopmans' elenia (Elaenia brachyptera) is een zangvogel uit de familie Tyrannidae (tirannen). De soort werd eerder beschouwd als een ondersoort van de kleine elenia (E. chiriquensis). De Nederlandse (en Engelse) naam verwijst naar de Belgische ornitholoog Paul Coopmans (1962-2007) die op basis van de geluiden als eerste begreep dat deze vogel een aparte soort moest zijn.

## Verspreiding en leefgebied
De soort komt voor in het zuidwesten van Colombia en het noordwesten van Ecuador  in de cerrado van de oostelijk gelegen hellingen van de Andes.